# Tod's
Tod's és una empresa italiana que produeix sabates de luxe i altres articles de cuir, i està presidida per l'empresari Diego Della Valle. Tod's té botigues a diversos països del món.

## Història
Dorino Della Valle va començar el negoci de sabater en un soterrani durant la dècada de 1920. Diego Della Valle, el fill gran de Dorino, va ampliar el taller i el va convertir en una fàbrica de sabates que es va començar a exportar a grans magatzems dels Estats Units a la dècada de 1970. Diego va dur a terme diverses estratègies de màrqueting innovadores en la dècada de 1980, va mantenir el procés de fabricació artesanal i va arribar a crear marques d'estil de vida anomenat Tod,  Hogan i Fay.
La família Della Valle també té participacions a RCS MediaGroup, l'ACF Fiorentina i altres empreses. Tots els membres de la família han nascut al centre d'Itàlia a la regió de Marche.